# Scoglio Maria-Theresa

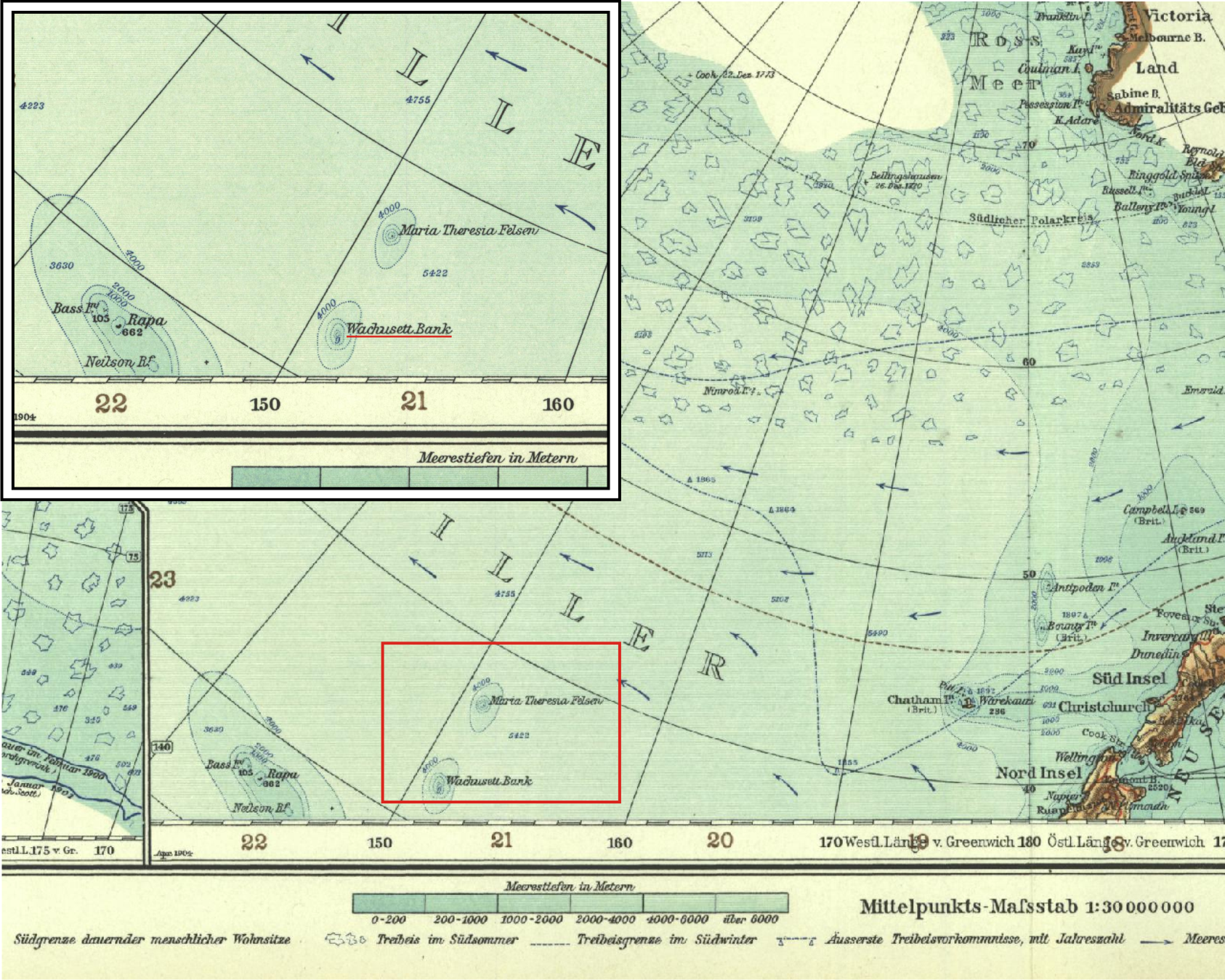
Lo scoglio Maria-Theresa (indicato come Maria Theresia Felsen) su una carta in tedesco dell'Antartide.

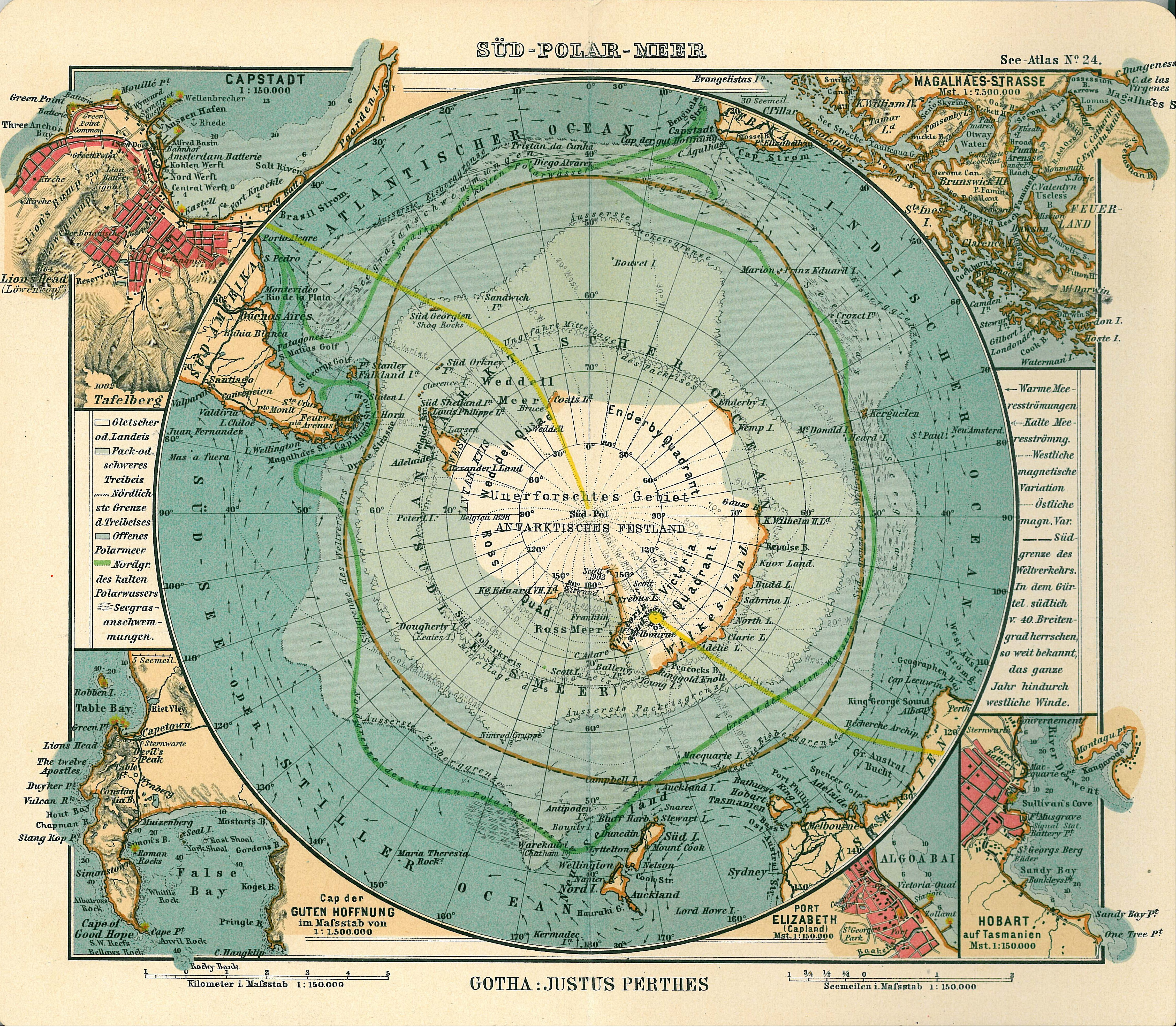
Carta dell'Antartide del 1906; lo scoglio Maria-Theresa appare come Maria Theresia Rock?.

Lo scoglio Maria-Theresa è un supposto isolotto situato nell'Oceano Pacifico meridionale (a sud delle isole Tuamotu e ad est della Nuova Zelanda); sembra che si tratti di un'isola fantasma. Sulle mappe francesi viene indicato anche come Isola Tabor, Monte Tabor o Scoglio Tabor.

## Storia
Lo scoglio Maria-Theresa sarebbe stato scoperto il 16 novembre 1843 da Asaph P. Taber (e non "Tabor"), capitano della Maria-Theresa, una baleniera di New Bedford; egli lo poneva alle coordinate 37°00′S 151°13′W. È stato ricercato, senza successo, nel 1957. Nel 1983 la posizione dello scoglio è stata ricalcolata alle coordinate 36°50′S 136°39′W, ossia oltre 1000 km a est, e di nuovo ricercato ma non trovato. La sua esistenza è perciò dubbia.
La nave oceanografica neo-zelandese HMNZS Tui fece un'estensiva ricognizione dell'area negli anni settanta, senza rinvenire né isole né secche. Le profondità in questa regione risultarono di 5000 m.
Altri isolotti storicamente descritti nelle vicinanze (che parimenti potrebbero non esistere) sono lo scoglio Jupiter, lo scoglio Wachusett, lo scoglio Ernest-Legouvé e lo scoglio Rangitiki. I loro avvistamenti furono probabilmente indotti dalla supposta esistenza dello scoglio Maria-Theresa. Ancora nel XXI secolo, taluni editori di mappe ed atlanti continuano a indicare quest'immaginario gruppo di scogli nell'Oceania.

## Influenze culturali
- L'isola viene descritta nei romanzi di Jules Verne I figli del capitano Grant e L'isola misteriosa. Nel secondo romanzo l'autore parla anche di un'isola, chiamata nel romanzo isola di Lincoln, su cui si svolge la vicenda situata a un centinaio di miglia dall'isola di Tabor.